# Szophoklész
Szophoklész, Sophokles (Kolónosz, ma Athén Kolokithu nevű elővárosa, i. e. 497 vagy i. e. 496 – Athén, i. e. 406 vagy i. e. 405) görög drámaíró és tragédiaköltő.
Korában újszerűnek számított verselési formája, főként azzal ragadta meg nézői figyelmét, hogy bátran és lendületesen ábrázolta kora aktuális politikai problémáit, és hősében Athénnak, a tengeri szövetség fejének kulturális küldetését dicsőítette. Huszonnyolc évesen már részt vett drámai versenyen, ahol Triptolemosz című darabjával első díjat nyert. Huszonnégy győzelmet aratott a versenyeken.
A színpadi előadásokban is újítónak számított. Arisztotelész írta róla, hogy: „Három színészt és díszleteket Szophoklész alkalmazott először”. Életrajzából pedig megtudhatjuk, hogy ő növelte a kórus tagjainak számát 12-ről 15-re.
A hellenisztikus kor híres alexandriai nagy könyvtára 130 Szophoklésznek tulajdonított művet őrzött. Mára hét drámája és egy szatírjátéka maradt fenn.

## Élete

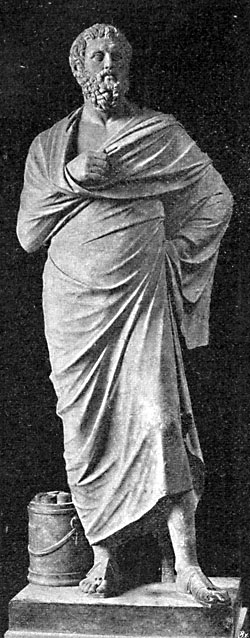
Szophoklész

A következőket írta róla egy ismeretlen szerző:
"Szophoklész athéni származású férfi volt, Szophillosz fia. Apja nem ács vagy fémműves, ahogyan Arisztoxenosz mondja, sem pedig kardkovács, mint Isztratosz állítja, hanem bizonyára fémműves- vagy ács rabszolgák dolgozhattak a műhelyében. Valószínűtlen ugyanis, hogy annyira megtisztelték volna egy mesterember gyermekét, hogy Periklésszel és Thükhüdiaidésszel, a város első embereivel együtt válasszák meg hadvezérnek; de nem hagyták volna gúnyos megjegyzés nélkül ezt a tényt a komédiaírók sem, akik Themisztoklészt sem kímélték… Athéni származású volt, Kolónosz községben született, életével és költészetével is kimagasló; szépen és jólétben nevelték s iskoláztatták, később pedig állami és követi tisztségekre is méltónak bizonyult."
Kolónoszban született, Athén városától északra, előkelő családban. A fiatal Szophoklész már korán tehetségesnek bizonyult a gimnasztikában és a költészetben egyaránt: a költői siker élete végéig elkísérte.
Nevéhez fűződik a drámai előadás megújítása. A legkorábbi életrajzi adatunk róla az, hogy i. e. 480-ban a szalamiszi győzelem örömére rendezett ünnepen a fiúkarban énekelt. Drámaírói pályáján első győzelmét Aiszkhülosszal szemben aratta i. e. 468-ban, Triptolemosz című tragédiájával és az elkövetkező 40 évben még több mint 100 művet alkotott. Főként költői sikerének köszönhette, hogy I. e. 443. és i. e. 442 között a Déloszi Szövetség kincstárnokainak egyike volt, az Antigoné bemutatását követően pedig a hadvezéri testület tagjává választották. Periklész is nagyra becsülte. I. e. 441–440-ben, a szamoszi háborúban Periklész mellé sztratégoszul választották, ez azonban inkább akkorra már kiemelkedő népszerűsége, mintsem tényleges hadvezéri képességei miatt történt. Az i. e. 411-es arisztokrata államcsíny idején, az oligarchákat támogatta, így Nikiasz hadvezér társának választották. Egy ókori ismeretlen szerző szerint öregkorában családi problémákkal küzdött: fia gondnokság alá akarta helyeztetni, ekkor írta meg Oidipusz Kolónoszban című drámáját. Az Aszklépiosz-kultusz egyik meghonosítója volt Athénban, ezért halála után őt magát is vallási tiszteletben részesítették, mint héroszt.
I. e. 406 őszén halt meg Athénban. Holttestét Kolónoszba akarták vinni, Oidipusz mondai sírjának a közelébe, a vidék azonban az ellenséges spártai sereg kezén volt. A monda szerint Dionüszosz megjelent az ellenséges vezér, Lüandrosz álmában, és azt parancsolta neki, hogy engedjen utat a nagy költő hamvainak, amit Lüandrosz teljesített is. Így a költő hamvait a város falától két kilométerre helyezték örök nyugalomra. Sírját – amelynek feliratát fia, Iphón költötte – egy szirén domborműve díszítette.

## Drámái
Ókori források adatai szerint százhúsznál több darabot írt. Legalább harminc alkalommal lépett fel drámai versenyeken, hússzor (egy másik forrás szerint huszonnégyszer) szerezte meg az első helyet, másodiknál rosszabb pedig sosem volt. Írt elégiákat és más költeményeket is, ezek azonban néhány elszórt, apró töredék kivételével elvesztek. Drámái közül is mindössze hét maradt fenn teljes egészében, s egy félig. Ezek a következők:

### Aiasz

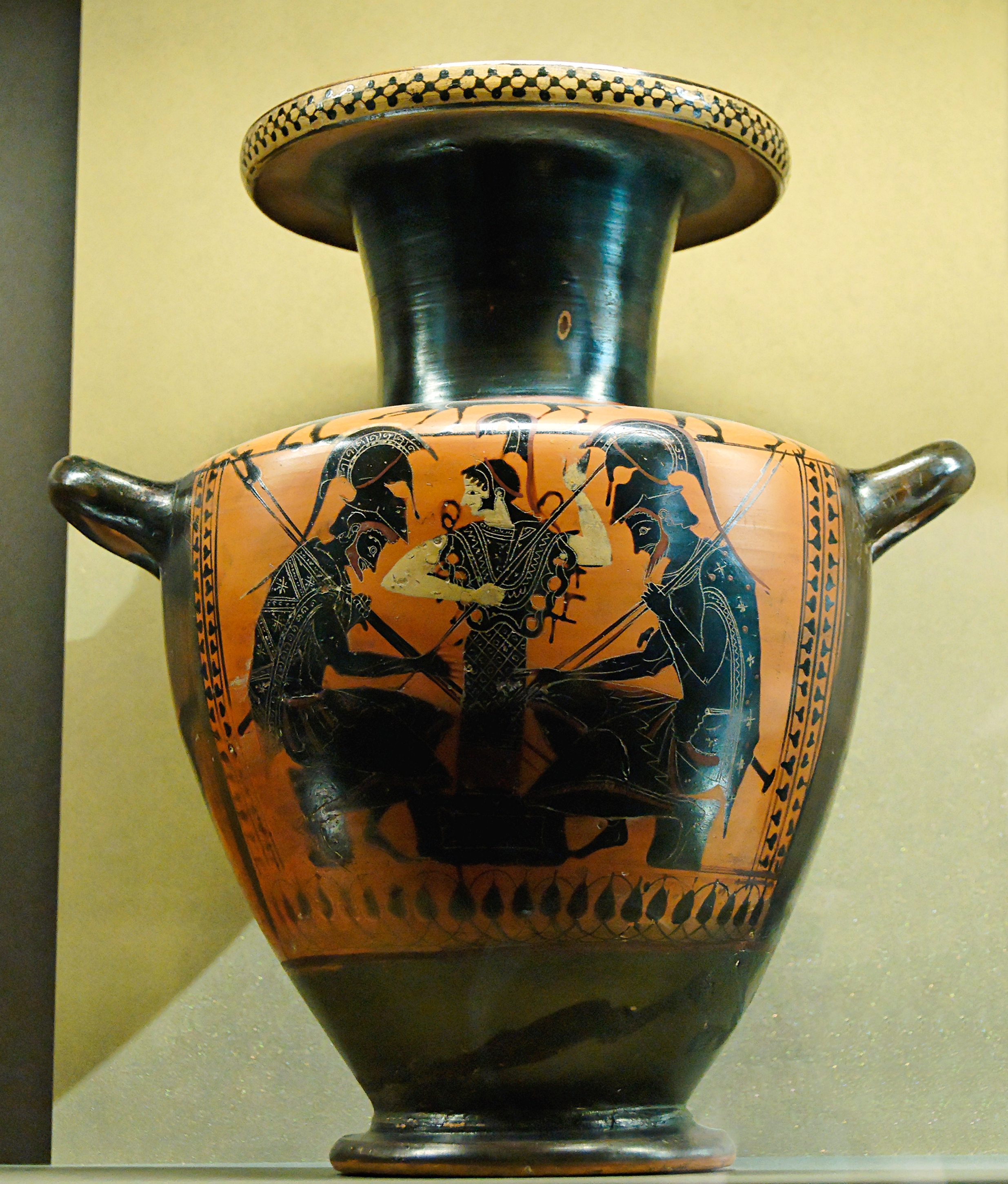
Akhilleusz és Aiasz

Bemutatásának időpontja bizonytalan, a filológusok mai álláspontja szerint a fennmaradt drámák közül ezt mutatták be a legkorábban. Cselekménye szerint a trójai háborúban az elesett Akhilleusz fegyvereit nem az utána következő legnagyobb hős, Aiasz kapja meg, hanem Odüsszeusz. Aiasz sértettségében le akarja gyilkolni a görög sereg vezéreit, de Pallasz Athéné tébolyt bocsát rá, s őrültségében marhákat mészárol le abban a hiszemben, hogy a fővezéreket öli meg. Kijózanodása után rádöbben, mit tett, és szégyenében öngyilkosságot követ el. A sereg vezérei holtában akarnak bosszút állni rajta: nem engedik, hogy a testét eltemessék. Végül Odüsszeusz közbelép, s megtörténik a temetés. A darab a nagyra hivatott, ám énközpontú, a rendet nem tűrő egyén és az egyént maga alá rendelő, bosszúálló közösség konfliktusának története.

### Trakhiszi nők
Eredeti címe: Trakhinai. Keletkezésének időpontja mindmáig vita tárgya: van, aki Szophoklész korai munkájának tartja, de van, aki szerint egészen késői mű. Cselekménye szerint Déianeira, Héraklész felesége otthon aggódva várja harcoló férjét. Szorongását fokozza, hogy egy régi jóslat szerint Héraklész sokáig és boldogan élhet, ha egy bizonyos napot szerencsésen túlél, s a darab épp ezen a napon játszódik. Héraklész, aki megölte Iólkosz királyának, Eurütosznak a fiát, és akinek emiatt büntetésből egy esztendeig Omphalé kis-ázsiai királynő szolgálatában női munkát kellett végeznie, e szégyenért bosszúból feldúlja Iólkoszt. Ez azonban nem az igazi ok: a városdúlás azért történt, mert Héraklész eszeveszetten megkívánta Eurütosz leányát, Iolét, de Eurütosz megszégyenítőleg elutasította őt. A város lerombolása után a hadizsákmánnyal együtt Iolét is hazaküldi. Déianeira keserűen tudja meg az ostrom igazi okát, mert tudja, hogy a fiatal nővel szemben ő, akinek már egy felnőtt fia van Héraklésztől, vesztes kell, hogy maradjon. Kísérletet tesz Héraklész visszahódítására: az egykor őt meggyalázni akaró, Héraklész által megölt kentaur, Nesszosz vérébe mártott köpenyt küld férjének azért, mert a haldokló Nesszosz azt mondta neki, hogy ezzel mindig biztosíthatja Héraklész szerelmét. A köpeny ehelyett rettenetes kínokat okoz Héraklésznek, aki öngyilkos lesz: fiával, Hüllosszal máglyán elégetteti magát. Déianeira szintén megöli magát. A darab a szerelem, a bosszú, a csalás és a megcsalatás tragédiája. Érdekes, hogy a darab végén Hüllosz az isteneket okolja a tragédiáért, s Szophoklész nyitva hagyja a kérdést, hogy jogosan-e.

### Antigoné

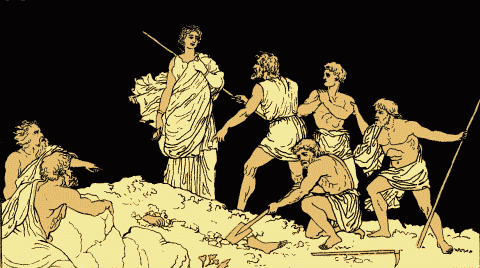
Antigoné eltemeti Polüneikészt

Bemutatója feltehetőleg i. e. 442-ben volt. Cselekménye: Polüneikész, Oidipusz fia, akit testvére, Eteoklész elűzött Thébaiból, visszatérve ostrom alá veszi a várost. A két testvér a csatában megöli egymást, ezzel beteljesítve apjuk átkát. Kreón, az új király megtiltja a szülővárosa ellen fegyvert fogó Polüneikész eltemetését, azonban a halott nővére, Antigoné mégis eltemeti öccsét, mivel az istenek törvénye ezt rendeli. Kreón épp ezért ki akarja végeztetni a lányt. Hiába inti fia, aki egyben Antigoné jegyese, Haimón, a király hajthatatlan marad. Csupán akkor rendül meg, amikor a vak jós, Teiresziasz az istenek büntetését helyezi kilátásba, de már késő: Antigoné halott, Haimón öngyilkos lesz, s fia halálának hírére Kreón felesége is végez magával. Kreón csak késve ismeri fel, hogy az isteni törvényt nem lehet áthágni, mivel abszolút, ő pedig a saját értékrendjét kívánta abszolúttá, a halálon túl is érvényessé tenni. Az isteni világrendet egyedül Antigoné képviseli, s tragédiája, hogy épp emiatt hal meg.

### Oidipusz király
Eredeti címe: Oidipusz türannosz. Bemutatója talán i. e. 426-ban volt. Cselekménye: Thébai városát pestisjárvány sújtja, mert a sok évvel azelőtt megölt Laiosz király gyilkosát még mindig nem találták és büntették meg. Oidipusz, aki közvetlenül Laiosz után lett Thébai uralkodója, nagy erővel lát a gyilkos kereséséhez, ám nagy megdöbbenésére és felháborodására Teiresziasz, a vak jós azt állítja, hogy a gyilkos ő maga, és homályosan ugyan, de egyéb szörnyűségekkel is vádolja. Oidipusz visszautasítja a vádat, sőt azzal gyanúsítja meg a jóst, hogy Kreónnal, Iokaszté bátyjával összeesküvést szőnek ellene. Megjelenik Iokaszté, aki azzal nyugtatgatja Oidipuszt, hogy a jóslatokkal nem érdemes törődni, hisz Laioszról az volt a jóslat, hogy saját fia öli majd meg, de rablók végeztek vele egy hármas keresztúton. Oidipusz megrémül, hisz amikor Thébaiba jött, ő is megölt egy idősebb embert egy ilyen keresztúton. A nyomozás így indul meg, egyre mélyebbre hatolva a múltba: kiderül, hogy Oidipusz nem a korinthoszi királyi pár fia, mint hitte, hanem Thébai szülötte, sőt a királynak, Laiosznak és Iokaszténak fia, akiről születésekor úgy szólt a jóslat, hogy egykor megöli apját és feleségül veszi az anyját. Emiatt csecsemőkorában el akarták pusztítani, de életben maradt, és akaratlanul bár, de betöltötte a jóslatot. Iokaszté öngyilkos lesz, Oidipusz megvakítja magát, s száműzetésbe szeretne menni, távol a borzalom színhelyétől, de míg a Delphoi jósda nem nyilatkozik, maradnia kell. Az Oidipuszt sokan végzetdrámának tartják, de nem az. A darabban nem az áll az előtérben, hogy sorsát senki sem kerülheti el, hanem az, hogy az emberek a szép látszatok világában élnek (Oidipusz a jó király, példás családapa, nagyeszű ember stb.), a valóság azonban borzalmasan más (Oidipusz tette hozta a pestist a városra, Oidipusz az apagyilkos, a vérfertőző, a vak, aki nem látta, miben él). Oidipusz azt hitte, tévedhetetlen, biztos volt a tudásában, de fel kellett ismernie, hogy tudása – mint minden emberi tudás – korlátozott és esendő.

### Élektra
Bemutatásának időpontja teljesen bizonytalan, talán i. e. 420 körül lehetett. Az is vitatott, hogy Euripidész vagy Szophoklész Élektrája korábbi-e. Cselekménye: Klütaimnésztra, Agamemnón felesége megöli férjét, mert az feláldozta leányukat, Iphigeniát. Oresztész, a fiuk, akit apja meggyilkolása után külföldre loptak, nevelője kíséretében mint ismeretlen hazatér, hogy apja haláláért bosszút álljon, megölje anyját és annak szeretőjét, a gyilkosságban bűnrészes Aigiszthoszt. Oresztész nővére, Élektra otthon szolgasorban él, s várja, hogy Oresztész hazaérjen s bosszút álljon. A nevelő azonban, hogy minden gyanút elaltasson, azt állítja, hogy Oresztész meghalt a delphoi versenyjátékokon. Élektra kétségbeesik, Klütaimnésztra viszont megörül, hogy nem kell a bosszútól félnie, de mindeközben ő is érez valami különös megrendülést. Hamarosan megjelenik Oresztész, kezében tartva az urnát, amelyben saját hamvai volnának, Élektra gyászát látva azonban leleplezi magát. A két testvér egymásra találásának örömét a nevelő szakítja félbe, aki cselekvésre sürgeti őket. Oresztész a palotába megy, ahol megöli Klütaimnésztrát, majd a hazatérő Aigiszthoszt is. A darab Szophoklész egyik legproblematikusabb alkotása: a magyarázók egy része azon a véleményen van, hogy az író helyesli Oresztész tettét, mások viszont azon, hogy közvetve elítéli. Szophoklész nem ad egyértelmű választ.

### Philoktétész
I. e. 409-ben mutatták be. Cselekménye: A Trója alá hajózó görög sereg Odüsszeusz tanácsára Lémnosz szigetén hagyta Philoktétészt, akit egy kígyó mart meg, s sebének szagát, illetve rohamai közben fájdalmas ordítását a többiek nem tudták elviselni. Trója ostromának tizedik évében kiderül, hogy Philoktétész híres, Héraklésztól kapott íja nélkül nem lehet bevenni Tróját. Odüsszeusz vállalja, hogy Neoptolemosszal, Akhilleusz fiával elhozza az íjat. Neoptolemosz közreműködésére azért van szükség, mert ő csak apja halála után csatlakozott a sereghez, ezért nem részes Philoktétész cserbenhagyásában, benne tehát az egész sereget gyűlölő hős megbízik. Neoptolemosz megígéri Philoktétésznek, hogy hazájába viszi. A boldog Philoktétész, amikor egy újabb roham tör rá, az íjat az ifjúra bízza. Neoptolemosz megszökhetne a fegyverrel, de tudja: Philoktétésznek is Trója alá kell menni, a görög seregek nélküle nem foglalhatják el a várost. Amikor Philoktétész magához tér, Neoptolemosz elismeri, hogy kétszínű játékot űzött vele. A hős kétségbeesik, és visszaköveteli az íjat, ekkor beront Odüsszeusz, durván elutasítja a sebesült hőst, Neoptolemoszt pedig felszólítja, hogy kövesse. Neoptolemosz azonban úgy dönt, hogy visszaadja az íjat és hazaviszi a hőst. Már indulnának, amikor megjelenik Héraklész, és arra inti Philoktétészt, hogy engedjen: így a hős és az ifjú mégis Trója alá indul. A darabban ismét az egyén és a közösség viszonya áll előtérben. A sereg és Philoktétész egymásra vannak utalva: az egyik nem győzhet a másik, a másik nem gyógyulhat az egyik nélkül. Mindkettő önzővé vált: Philoktétész inkább szenved, de nem megy, a sereg pedig hol otthagyja, hol magához rendeli pillanatnyi érdekei szerint. Az észszerűség azt kívánja, hogy Neoptolemosz mindenképp Trója alá vigye, hisz ez mindenkinek a legjobb, a tisztesség viszont azt, hogy hazavigye, noha ez viszont senkinek sem jó. A kérdést a színpadon Héraklész megjelenése oldja meg.

### Oidipusz Kolónoszban

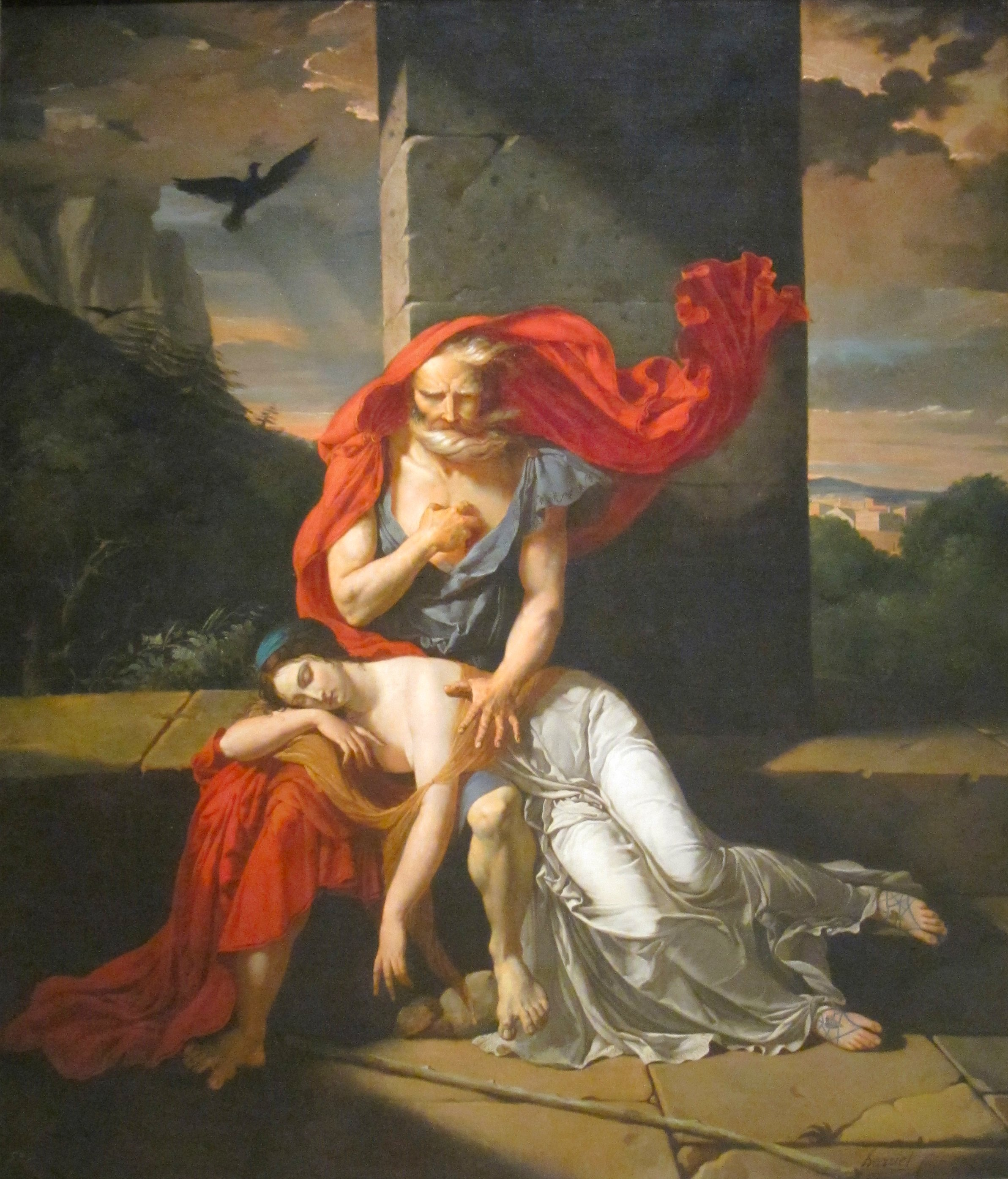
Modern kori festmény: Oidipusz Kolonoszban

Eredeti címén: Oidipusz ho en Kolónó. A darab Szophoklész utolsó műve, csak halála után vitte színre unokája, Ifjabb Szophoklész. Cselekménye: az öreg, vak, koldusként vándorló Oidipusz leányától, Antigonétól vezettetve Attikába, Kolónoszba érkezik. A helybeliek megtudják, ki ő valójában, és nem akarják befogadni. Miközben vitáznak, megérkezik Iszméné, Oidipusz második leánya a következő hírrel: a thébaiak mindenképp haza akarják vinni Oidipuszt, mert komoly bajt hozna a városra, ha nem a közelében lenne eltemetve. Ezért hamarosan megérkezik Kreón, hogy hazavigye. Fiai a trónért való viszálykodással vannak elfoglalva. Thészeusz, az athéni király oltalmat ígér, amire hamarosan szükség is lesz, mivel Kreón, látva hogy szép szóval nem ér el eredményt, elhurcoltatja Antigonét (ahogy korábban Iszménét is), és Oidipusszal is ezt tenné, ha közbe nem lépne Thészeusz, aki az elhurcolt leányokat is visszahozatja. Ekkor érkezik meg a testvére által elűzött és városa ellen hadat gyűjtő Polüneikész, aki szintén apja segítségét kéri. Oidipusz először meg sem hallgatja őt, aztán Antigoné unszolására mégis szóba áll vele, de a beszélgetés Oidipusz átkával végződik: a két testvér egymás kezétől vesszen el. Antigoné erre Polüneikészt kéri, hogy ne induljon harcba, ne teljesedjen azt átok, de ő nem enged. Vihar tör ki, s Oidipusz tudja, hogy eljött a halál ideje. Elbúcsúzik leányaitól, legyőzhetetlenséget jósol a földnek, ahol nyugszik, majd elvonul és titokzatosan eltűnik, csak Thészeusz tudja, hogyan.

### Nyomkeresők
Eredeti címén: Ikhneutai. Bemutatójának időpontja ismeretlen. A mű Szophoklész egyetlen nagyobb részben ismert szatírjátéka, amely papiruszon került elő 1912-ben. Cselekménye: Apollón barmait egy ismeretlen elhajtotta, s az isten jutalmat ígér a nyomravezetőnek. Szilénosz és a szatüroszok nekilátnak a nyomozásnak: a szatüroszok négykézláb szaglásszák a nyomokat, amelyek egy barlanghoz vezetnek, ahonnan lantszó hallatszik. Megijednek, majd zajongásukra előjön a barlangból Külléné nimfa, aki elmondja, hogy bent egy csecsemő van, aki hat napos létére jár, és kitalálta, hogy lehet teknős páncéljából lantot készíteni, s most azt pengeti. A szatüroszok kitalálják, hogy e csecsemő volt a marhatolvaj is. Itt megszakad a töredék.

## Színpadi újításai, stílusa
Szophoklész a színpadon sok újítást vezetett be: tökéletesítette a díszleteket, jelmezeket, szakított azzal az ősi szokással, hogy a darab szerzője egyben színésze is darabjának. A kar tagjainak számát megemelte tizenkettőről tizenötre. Legfontosabb újítása az volt, hogy egy jelenetben az addigi kettő helyett három szereplőt is szerepeltetett, ezáltal a cselekmény mozgalmasabbá vált. Ezt az újítást Aiszkhülosz is átvette „Oreszteia” című darabjában. Szophoklész átvette Euripidész újítását, a „deus ex machina” (isteni közbeavatkozás) megoldást. Drámáinak szerkezete is egyre zártabbá vált: a korábbinak tűnők mintha két részből állnának. Stílusa fejlődéséről ókori források szerint maga Szophoklész nyilatkozott: első korszakában az aiszkhüloszi pompa uralkodott, aztán már a saját maga által teremtett mesterkéltség és pontoskodás, végül eljutott oda, hogy a stílus a lelki magatartásokat juttassa kifejezésre. Fennmaradt egy kijelentése emberábrázolásairól: eszerint ő olyannak ábrázolja az embereket, amilyeneknek lenniük kell, Euripidész pedig olyannak, amilyenek valójában.

## Hatása az utókorra

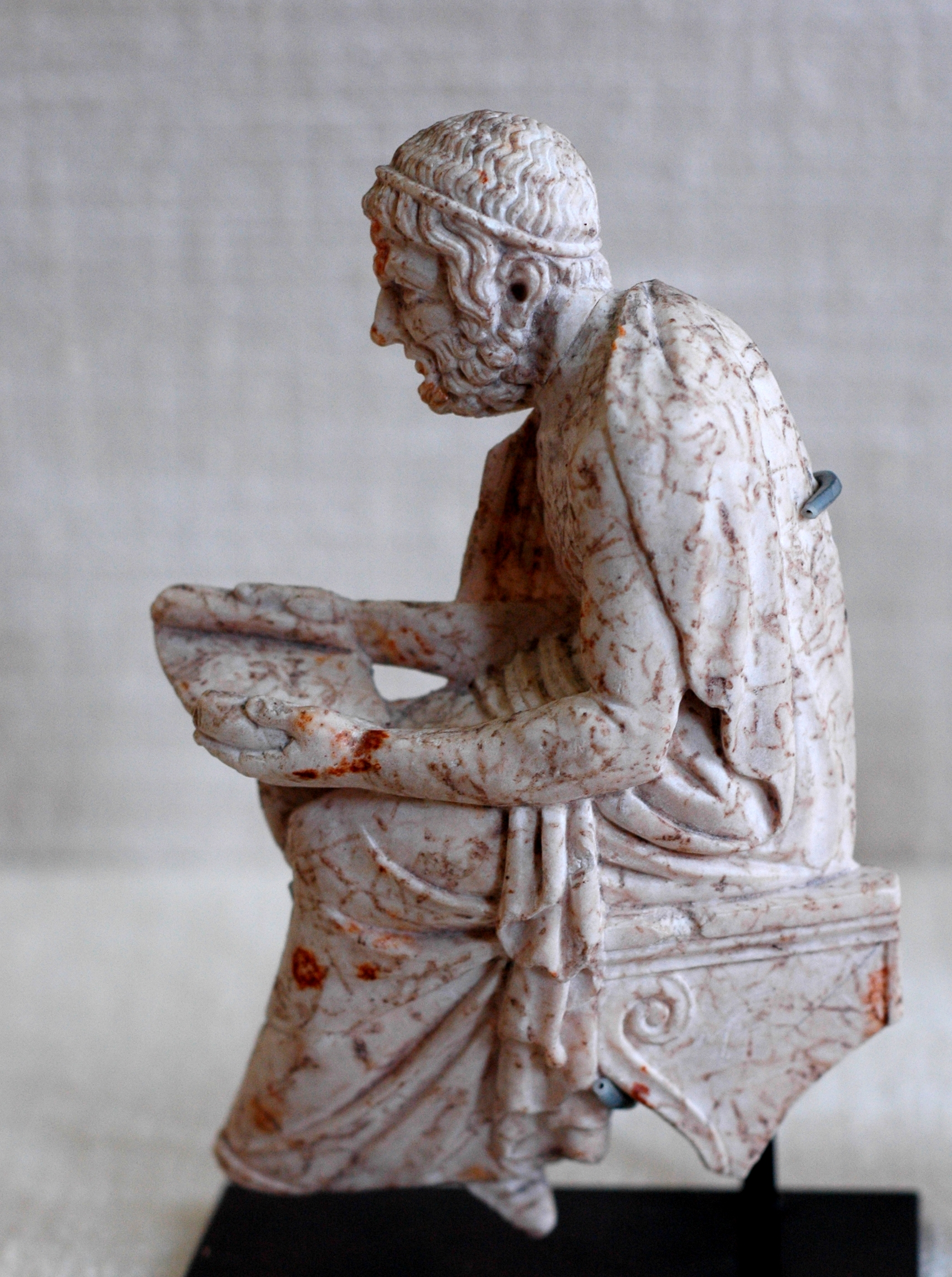
Szophoklész

Szophoklész már az ókorban iskolai szerző lett, talán ennek köszönhetjük a ránk maradt darabok kiválasztását és fennmaradását is. Rómában nagyon közkedvelt, Seneca Oidipuszára nyilvánvaló hatással volt, Julius Caesarról is tudjuk, hogy fiatalkorában írt egy Oedipust (nem maradt fenn). A bizánciak leginkább az Aiaszt, az Oidipusz királyt és az Élektrát kedvelték. Nyugaton a középkorral a görög írók olvasásának hagyománya megszakadt, s csak a reneszánsszal éledt fel újra. Ekkor – különösen a 16. századtól – igen olvasott szerző lett. Első nyomtatott kiadása 1502-ben jelent meg. Philipp Melanchthon Wittenbergben 1534-ben az Antigonét, 1545-ben az Élektrát magyarázta. A Melanchthon-iskola számára a darabok elsősorban erkölcsi tanulságul szolgáltak. A művek első francia nyelvű kiadása 1537-ben látott napvilágot. A legtöbbre az Oidipusz királyt tartották e korban, olyannyira, hogy az Andrea Palladio által épített vicenzai színházat e darab egy olasz nyelvű átiratának előadásával nyitották meg. Hatása a későbbi századokban sem csökkent: elsősorban a francia klasszicizmusra hatott, Pierre Corneille, Voltaire, Prosper Jolyot de Crébillon egyaránt készítettek darabot az ő munkái nyomán. Voltaire a maga Orestéjét Crébillon munkája ellen írta, érdekes viszont, hogy az anyagyilkosság motívumát mindketten enyhíteni igyekeztek: az ő változatukban Oresztész csupán Aigiszthosszal akar végezni, ám a szerelmes Klütaimnésztra közbeveti magát, így a döfés őt éri. A korból említésre méltó még John Dryden angol költő Oedipusa, amelyet Henry Purcell zenésített meg 1690-ben.
A német felvilágosodásban Gotthold Ephraim Lessing monográfiát készített róla, később Johann Gottfried Herder, majd Johann Georg Hamann a korukban jóval népszerűbb Euripidész elé helyezték. Friedrich Schiller lelkesedett a Trakhiszi nőkért: a női lélek mélységének egyedülálló ábrázolását látta benne. Kiemelendő Friedrich Hölderlin Antigoné- és Oidipusz fordítása. Hölderlin Antigonéja lett az alapja Carl Orff 1949-ben komponált Antigoné-operájának. A századfordulótól kezdve új módon közelítették meg Szophoklész darabjait: Hugo von Hofmannsthal Élektrájában, amelyet Richard Strauss zenésített meg, ismét a szerelem került előtérbe. Jean Cocteau is a hagyományos retorikától kívánta megszabadítani a témát, amelynek latin átdolgozása Igor Stravinsky Oedipus Rexének szövegkönyve lett. Eugene O’Neill Amerikai Elektra című trilógiája az ókori történetet áthelyezi az amerikai polgárháború korába, és a 20. század pszichológiáját is beleviszi a szereplők jellemrajzába. Max Reinhardt a színházi konvenciókat választotta le a műről, amikor az Oidipuszt egy cirkuszban mutatta be. Jean Anouilh számára az Antigoné a polgári egyéni szabadság hőse lett a zsarnoki állammal szemben (1942).

### Hatása a magyar irodalomra
Szophoklész magyarországi utóéletének első jelentős állomása Bornemisza Péternek, a 16. századi prédikátor-írónak Élektra-átdolgozása, amelyben a mitologikus téma a Habsburg elnyomás elleni tiltakozás kifejezéseként támad fel (1558). Az átdolgozás egy részletét Bessenyei György közölte a Holmi-ban (1779). A teljes szöveg hasonmás kiadásának publikálása után Móricz Zsigmond látott hozzá a modern átíráshoz, előbb a Nyugatban közölt egy részletet 1930-ban, majd a teljes drámát 1940-ben.
Szophoklész magyar fordítása a 19. században indult meg. 1839-ben jelent meg az Oidipusz király Guzmics Izidor fordításában. Ezt már gyűjteményes kiadások követték először 1847-ben Szűcs Dániel, 1858-ban Finkei József fordításában. Az új szakaszt a fordítások történetében Csiky Gergely munkája nyitotta meg 1880-ban. Az ő munkája a darabokat már színpadi előadásra is alkalmassá tette. Babits Mihály két Oidipusz-fordítása a magyar műfordítás-irodalom remekei közé tartozik. A második világháború utáni időszak kiemelkedő Szophoklész-tolmácsolói Kerényi Grácia, Devecseri Gábor és Meller Péter voltak.

## Magyarul

### 1944-ig
- Tragoedia magiar nyelvenn, az Sophocles Electraiabol; ford. Bornemissza Péter; Bécs; 1558
- Ödipusz, a király. Szophoklesz színműve / Iphigeneia Auliszban. Euripidesz színműve; ford. Guzmics Izidór; Egyetem betűi, Buda, 1840 (Hellen classicusok magyar fordításokban)
- Sophokles színművei / Antigone / Elektra; ford. Szűcs Dániel; s.n., Pest, 1847 (Hellen könyvtár)
- Szofoklesz: Oidipusz király; ford. Szabó Károly; Szilády Ny., Kecskemét, 1857
- Szofoklesz színművei, 1-4.; ford. Finkei József; Főiskolai Ny., Sárospatak, 1858–1859
  - 1. Ajas; 1858
  - 2. Filoktetesz; 1858
  - 3. Trakhini hölgyek; 1859
  - 4. Elektra / Ojdipusz király; 1859
- Antigone és Elektra; ford. Szűcs Dániel; Eggenberger, Pest, 1868
- Antigone. Tragoedia; ford. Csiky Gergely; Pfeifer, Bp., 1876 (A Nemzeti Színház könyvtára)
- A trachisi nők. Tragoedia; ford. Csiky Gergely; Csanád Egyházmegyei Ny., Temesvár, 1876
- Oedipus Kolonosban. Tragoedia; ford. Csiky Gergely; Pfeifer, Bp., 1877 (A Nemzeti Színház könyvtára)
- Sophokles tragoediái; ford. Csiky Gergely; Kisfaludy Társaság, Bp., 1880
- Antigoné; kiad., bev., jegyz. Csengery János; Eggenberger, Bp., 1890
- Elektra; ford. Csiky Gergely; Franklin, Bp., 1891 (Olcsó könyvtár)
- Oedipus király; ford. Csiky Gergely; Franklin, Bp., 1891 (Olcsó könyvtár)
- Antigone; ford., bev., jegyz. Kemenes (Kempf) József; Lampel, Bp., 1898 (Magyar könyvtár)
- Ajas. Szomorújáték; ford., bev., jegyz. Csiky Gergely; Franklin, Bp., 1902 (Olcsó könyvtár)
- Philoktetes; ford., bev., jegyz. Csiky Gergely; Franklin, Bp., 1903 (Olcsó könyvtár)
- Elektra. Tragédia; ford. Csiky Gergely, jegyz. Losonczi Lajos; 2., jav. kiad.; Franklin, Bp., 1904 (Jeles írók iskolai tára)
- Sophokles Antigonéja; kiad., bev., jegyz. Csengery János; 2., átdolg. kiad.; Athenaeum, Bp., 1906
- Sophokles drámái, 1-2.; ford. Csengery János; Janovics Jenő, Kolozsvár, 1919
- Oidipus király / Oidipus Kolonosban; ford., bev. Babits Mihály; Parthenon, Bp., 1941 (A Parthenon kétnyelvű klasszikusai)

### 1945 után
- Antigoné; ford. Trencsényi-Waldapfel Imre; Új Idők, Bp., 1947
- Sophoklés összes drámái; ford. Babits Mihály et al., szerk. Szilágyi János György, Trencsényi-Waldapfel Imre; Franklin, Bp., 1950
- Antigoné / Élektra. Tragédiák; ford. Trencsényi-Waldapfel Imre, Devecseri Gábor, utószó, jegyz. Szepessy Tibor; Új Magyar Kiadó, Bp., 1956 (Világirodalmi kiskönyvtár)
- Antigone; ford. Révay József; Akadémiai, Bp., 1967 (Az Ókortudományi Társaság kiadványai)
- Sophoklés Philoktétése Arany János fordításában; bev., jegyz. Ritoók Zsigmond; Akadémiai, Bp., 1972 (Az Ókortudományi Társaság kiadványai)
- Antigoné; ford. Mészöly Dezső; in: Mészöly Dezső: Önarckép retus nélkül; Magvető, Bp., 1975
- Tragédia magyar nyelven Szophoklész Antigonéjából; ford. Eörsi István; Színház, Bp., 1990
- Trakhiszi nők; ford. Karsai György és Térey János; Színház, Bp., 2007
- Oidipusz király; ford. Karsai György és Térey János; Színház, Bp., 2010

## Drámáinak filmfeldolgozásai
Szophoklész drámáinak számtalan filmfeldolgozása is elkészült. Leggyakrabban az Oidipusz királyt vitték filmvászonra, először 1908-ban, André Calmettes rendezésében. Az Antigoné és az Élektra című drámákat is igen gyakran feldolgozták.